# Гладстон (Нью-Джерсі)
Гладстон (англ. Gladstone) — місто у штаті Нью-Джерсі, США. Є не інкорпорованим районом Піпак-Гладстону (англ. Peapack-Gladstone).
За даними перепису населення 2000 року кількість населення становить 1 482 чоловік.